# سیاه‌شاخه
سیاه‌شاخه (نام علمی: Coleogyne ramosissima) نام یک گونه از خانواده گلسرخیان است.